# Supercoppa di Spagna 2011 (hockey su pista)
La Supercoppa di Spagna 2011 è stata l'8ª edizione dell'omonima competizione spagnola di hockey su pista. Il torneo ha avuto luogo il 21 ottobre 2011. A conquistare il titolo è stato il Barcellona per la quinta volta nella sua storia superando in finale il Reus Deportiu.

## Squadre partecipanti
| Club          | Qualificazione               | Partecipazioni precedenti (il grassetto indica la vittoria) |
| ------------- | ---------------------------- | ----------------------------------------------------------- |
| Reus Deportiu | Vincitore dell'Ok Liga       | 2006, 2007                                                  |
| Barcellona    | Vincitore della Coppa del Re | 2004, 2005, 2006, 2007, 2008, 2009, 2010                    |

## Risultati

### Finale
| Sant Sadurní d'Anoia 21 ottobre 2011 | Reus Deportiu | 1 – 5 referto | Barcellona | Pavelló Olímpic de l'Ateneu Agrícola |